# Abdeljalil Jbira
Abdejalil Jbira est un footballeur international marocain né le 1er septembre 1990 à Marrakech. Il joue au poste d'arrière latéral gauche au RCA Zemamra.

## Biographie

### En club
Abdeljalil Jbira est un footballeur marocain né à Marrakech. Son club formateur est le Kawkab de Marrakech. Avec ce club, il commence sa carrière professionnelle en 2010 et joue titulaire en 2012 au poste de défenseur latéral gauche. En 2013, Rachid Taoussi le convoque pour jouer un match amical avec l'équipe du Maroc des joueurs locaux, et il joue 45 minutes.
En 2014, plusieurs équipes du championnat veulent acquérir les services du jeune Jbira, mais c'est le Raja CA qui l'obtient finalement contre une somme de 350.000€. Jbira devient ainsi l'un des joueurs les plus chers du championnat marocain.
Au Raja, il est difficile à Abdeljalil de gagner sa place surtout avec la présence de Adil Kerrouchi, mais malgré tout ça, il fit des efforts et réussit à jouer plusieurs matchs et à inscrire des buts.
Le 10 juillet 2021, le Raja CA s'impose en finale de la Coupe de la confédération face aux algériens de la JS Kabylie et d'adjuge son troisième titre de la compétition (victoire, 2-1).

### En sélection
Le 7 septembre 2014, il reçoit sa première sélection en équipe du Maroc A à l'occasion d'un match amical face à la Libye.

#### Sélections en équipe nationale
| Caps | Date       | Match         | Lieu      | Score | Compétition |
| 1    | 07/09/2014 | Maroc – Libye | Marrakech | 3 - 0 | Amical      |
| ---- | ---------- | ------------- | --------- | ----- | ----------- |

## Palmarès

### En club
Raja Club Athletic (7)
- Coupe arabe des clubs champions
- Vainqueur en 2021
- Championnat du Maroc:
  - Champion en 2019-20.
  - Vice-champion en 2018-19, 2020-21 et 2021-22.
- Coupe du Trône:
  - en 2017.
- Coupe de la confédération:
  - Vainqueur en 2018 et 2021

- Supercoupe d'Afrique:
  - Vainqueur en 2019.
  - Finaliste en 2021.

- Coupe nord-africaine des clubs:
  - Vainqueur en 2015.

### En sélection
Équipe nationale du Maroc (1)
- Championnat d'Afrique des nations:
  - Vainqueur en 2018.